# Altmühlsee
De Altmühlsee is een stuwmeer in de Duitse deelstaat Beieren, ten zuidwesten van Neurenberg. Met meerdere andere meren behoort het tot het Fränkisches Seenland.
Het ondiepe meer (maximaal 3m) werd in de periode 1976-1985 aangelegd in het brede dal van de Altmühl. Door zijn lengte van 4 km en breedte van 1,7 km kan het toch 13,8 miljoen m³ water stockeren.
Een kleine helft van het meer, aan de noordoostkant, ligt in een natuurgebied, met daarin een 125 ha groot gebied, Vogelinsel genoemd, dat uit talrijke bij elkaar gelegen eilandjes bestaat.
Aan de zuidkant ligt het 1,5 ha grote Hirteninsel.
Het meer maakt deel uit van het beheersingssysteem dat water uit het waterrijke Donaugebied over de Europese waterscheiding naar het drogere Regnitz-Main-gebied leidt.
Bij hoogwaterstanden van de Altmühl wordt via het kanaal, de Altmühlzuleiter, vanaf Ornbau het meer gevuld. Overtollig water wordt dan afgevoerd door het deels ondergrondse kanaal, de Altmühlüberleiter, naar de Kleine en Grote Brombachsee.
De stuwdam, die het gehele meer omsluit, is gebouwd uit zand en leem met een kern van stalen damplanken en is met zijn 12,5 km de langste stuwdam van Duitsland.
In de nabijheid liggen de plaatsen: Muhr am See ten noorden en Gunzenhausen ten zuidoosten.
Het meer wordt intensief toeristisch geëxploiteerd. Er is een bootverbinding tussen drie plaatsen aan het meer. Er is een wandel-en fietspad rondom aangelegd Er zijn campings en surf- en zeilmogelijkheden.

## Fotogalerij

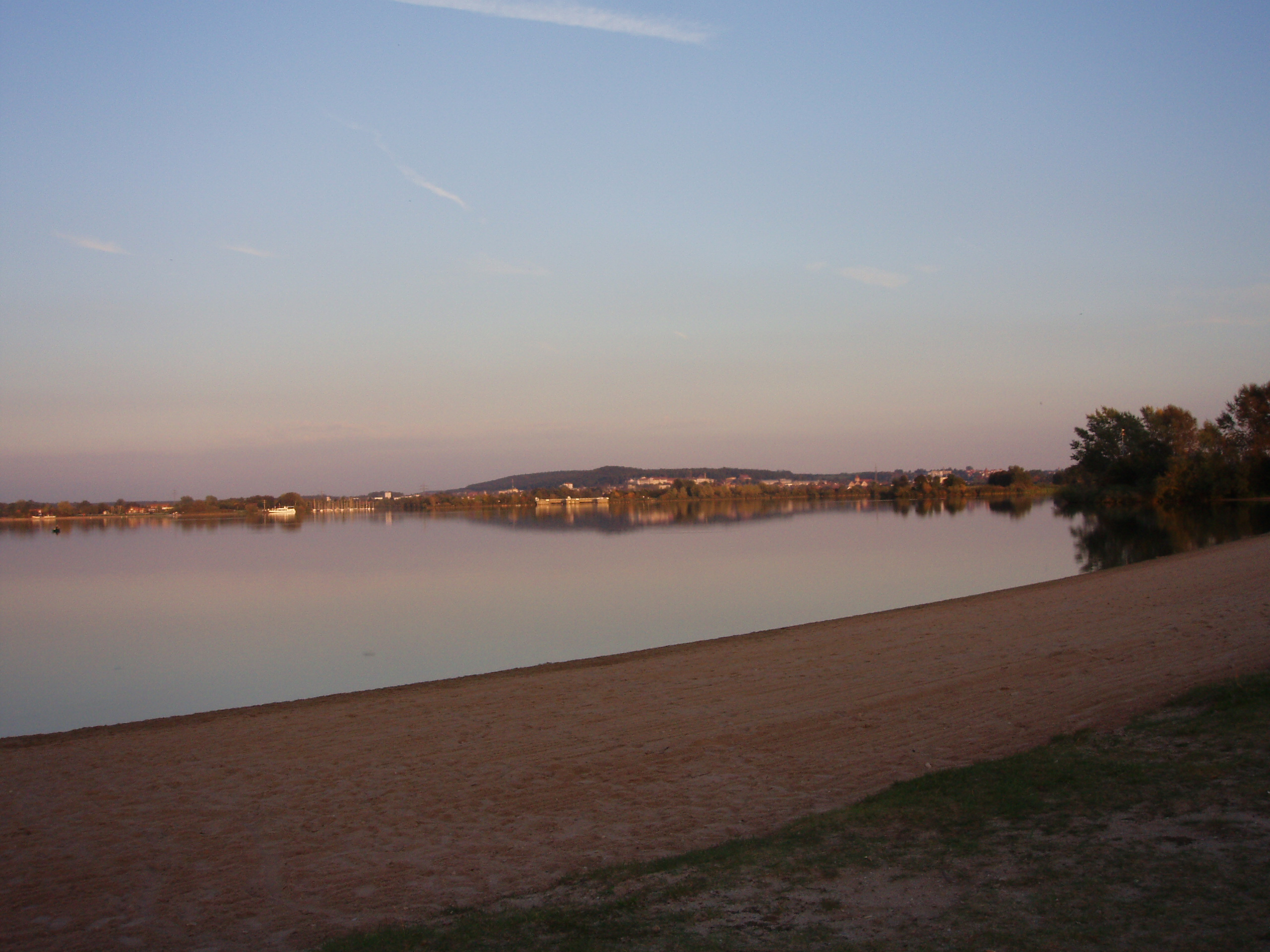
Strandbad bij Wald
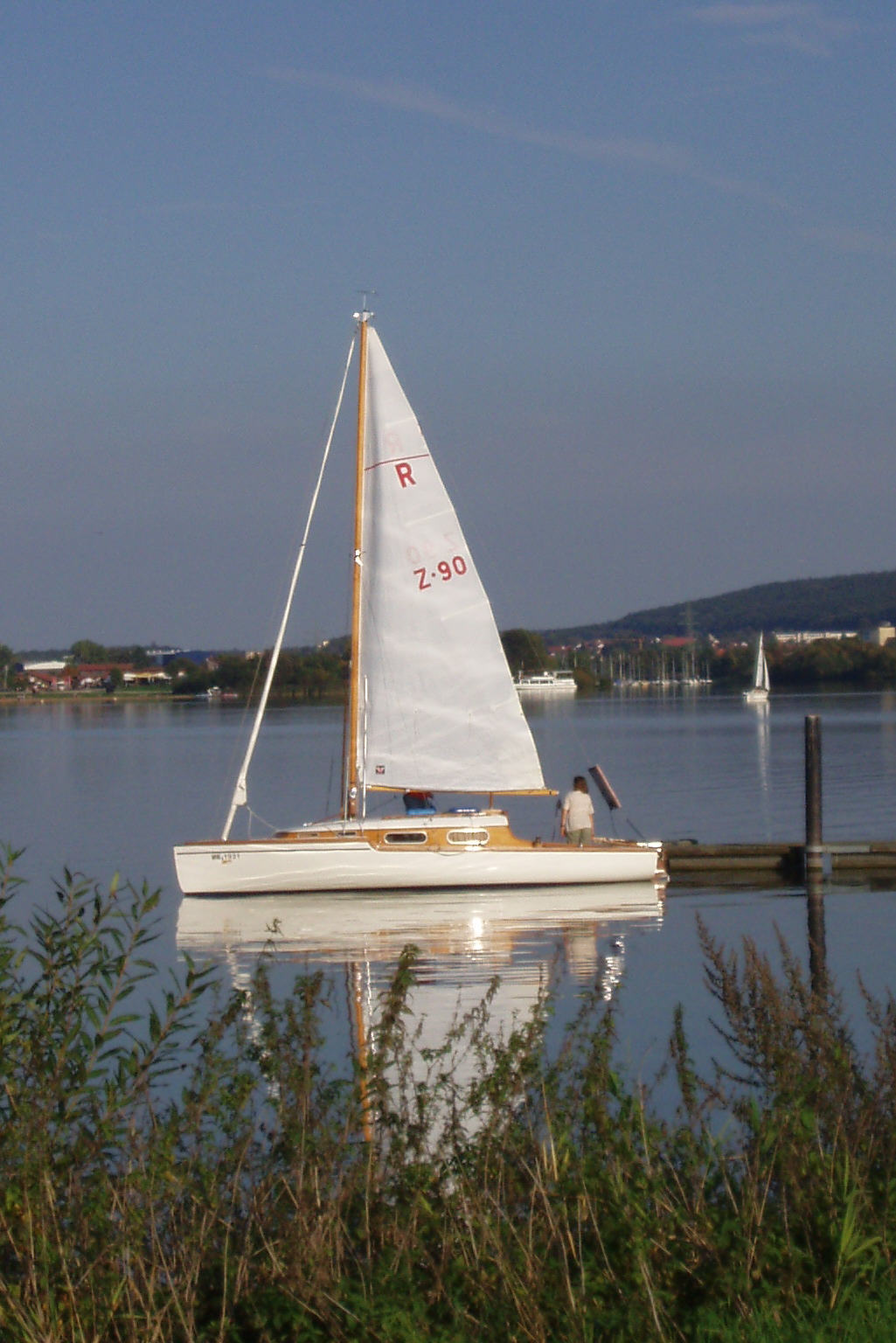
Zeilen op de Altmühlsee
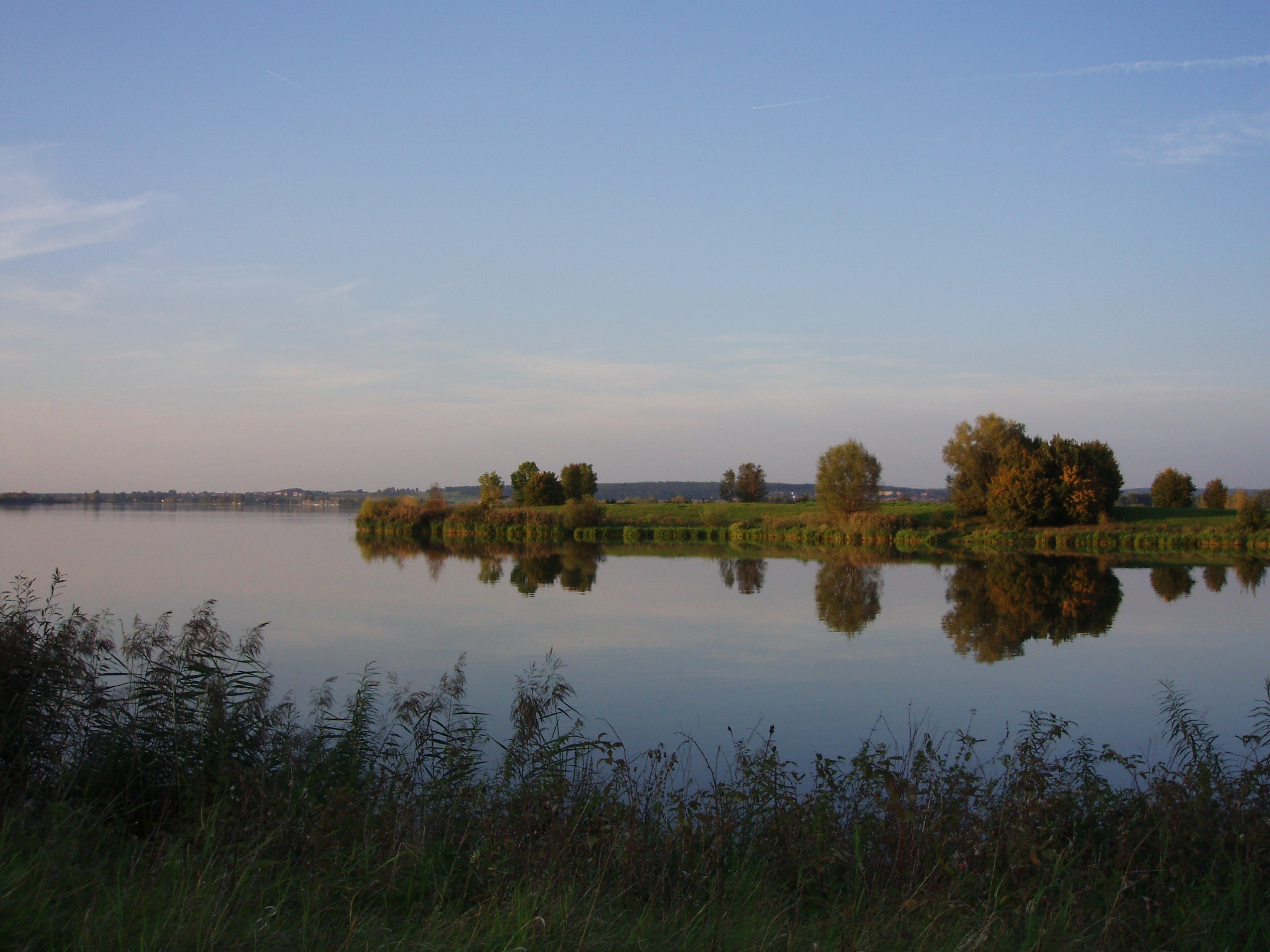
Meer met Hirteninsel
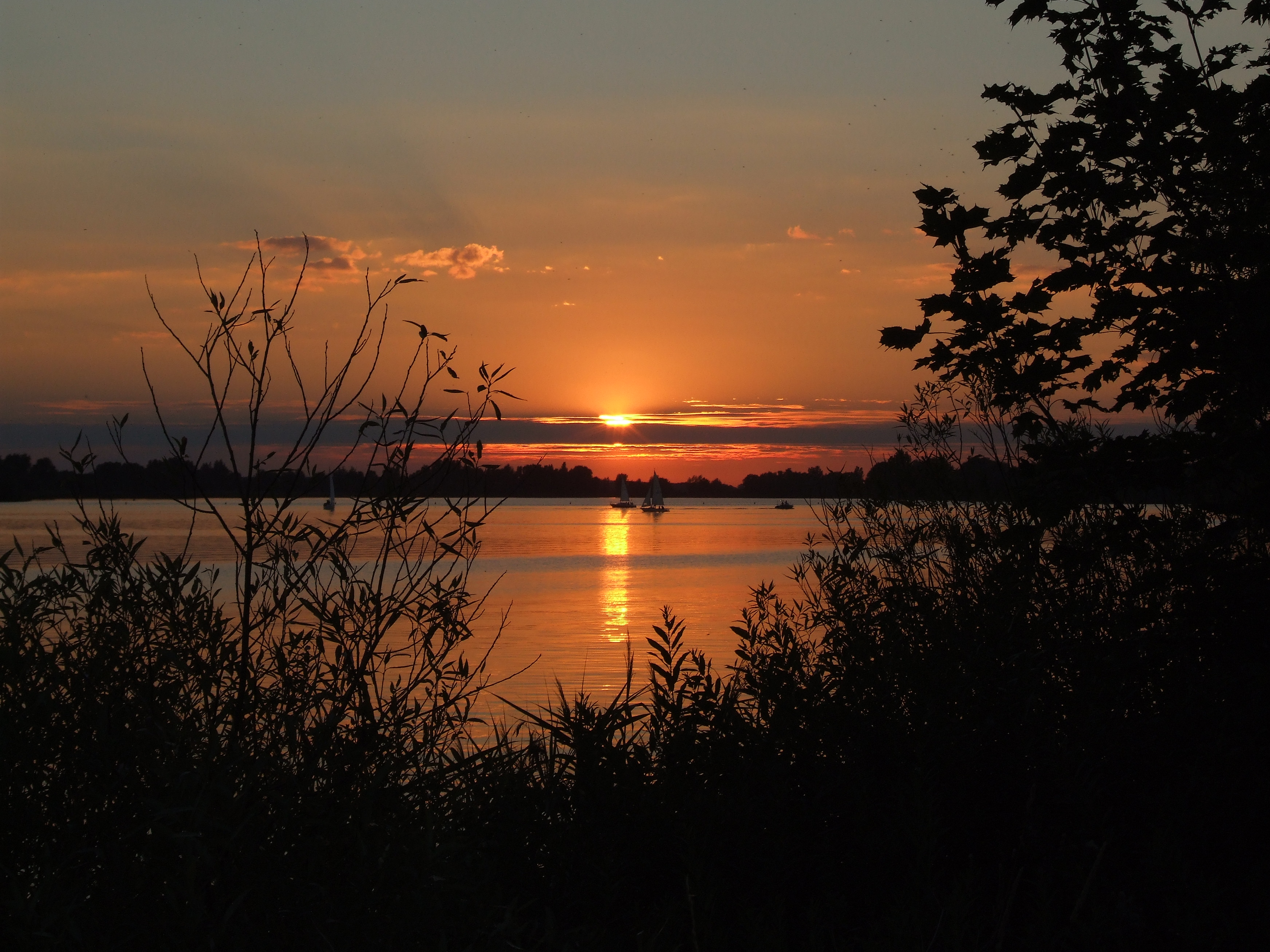
Zonsondergang bij Muhr
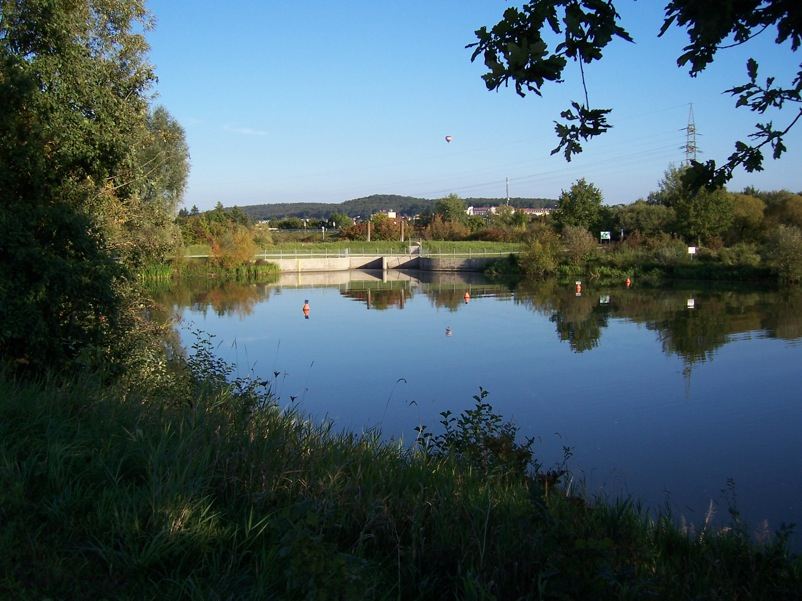
Duiker van het overstort naar de Altmühlüberleiter
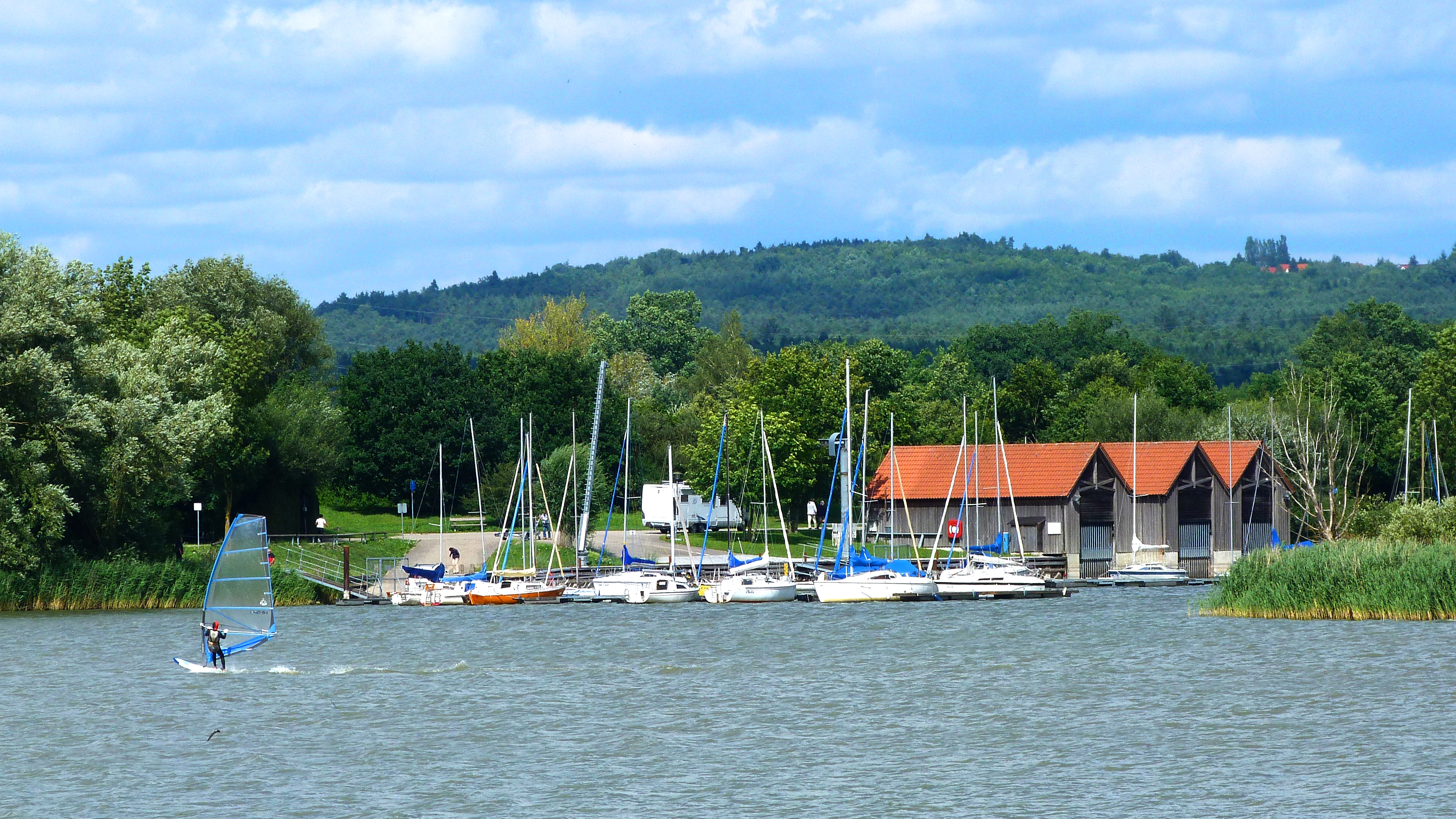
Haven Schlungenhof